# 清水良典
清水 良典（しみず よしのり、1954年1月17日 - ）は、日本の文芸評論家。愛知淑徳大学創造表現学部教授。愛知県名古屋市在住。
国語教師を経て執筆活動へ。新聞の文芸時評担当や書評委員も務めた。文章教室的著作も多い。著作に『村上春樹はくせになる』(2006年)、『あらゆる小説は模倣である。』(2012年)、『デビュー小説論』(2016年)など。

## 経歴
奈良県磯城郡出身。1976年、立命館大学文学部日本文学科卒業後、愛知県立小牧工業高等学校（現在の愛知県立小牧工科高等学校）国語科教諭となった。1986年に群像新人文学賞評論部門を受賞。これにより文芸評論家として評論や書評の執筆活動に入った。1991年から97年まで共同通信で文芸時評を担当。その仕事は『最後の文芸時評- 90年代日本文学総ざらい』にまとめられている。朝日新聞、信濃毎日新聞で書評委員も務めた。
文芸評論の他、日本語作文教育を意識した著作にも取り組んでいる。『高校生のための文章読本』『新作文宣言』など、梅田卓夫ら高等学校国語教諭時代の同僚（後に愛知淑徳大学でも同僚となる）との共著も多数ある。特に『高校生のための文章読本』以下の三冊のアンソロジーは『高ため』シリーズとして知られ、発売以来四半世紀を越える現在も版を重ねている。
読みは同じだが、作家の清水義範（よしのり）とは別人である。大学では創作ゼミを担当しており、前身の愛知淑徳短期大学文芸学科でのゼミの教え子に吉川トリコが、愛知淑徳大学文化創造学部でのゼミの教え子に大江麻衣や空上タツタがいる。

## 受賞歴
- 第29回群像新人文学賞（1986年）評論部門：「記述の国家　谷崎潤一郎原論」[1]
- 平成5年度名古屋市芸術奨励賞[1]
- 平成22年度愛知県芸術文化選奨文化賞受賞（2011年）[1]
- 第65回中日文化賞（2012年）[1]

## 著書
- 『海賊の唄がきこえる　- カタログ時代の表現論』（1990年、風琳堂）
- 『作文する小説家』（1993年、筑摩書房）
- 『超絶『恋（エロス）』講座－愛のブンガク読本』（1995年、海越出版社）
- 『虚構の天体- 谷崎潤一郎』（1996年、講談社）
- 『文学がどうした!?』（1999年、毎日新聞社）
- 『最後の文芸時評- 90年代日本文学総ざらい』（1999年、四谷ラウンド）
- 『笙野頼子- 虚空の戦士』（2002年、河出書房新社）
- 『自分づくりの文章術』ちくま新書、2003年
- 『村上春樹はくせになる』（2006年、朝日新書）
  - 朝日文庫版 (2015年)
- 『2週間で小説を書く！』（2006年、幻冬舎新書）
- 『MURAKAMI 龍と春樹の時代』（2008年、幻冬舎新書）
- 『文学の未来』（2008年、風媒社）
- 『あらゆる小説は模倣である』（2012年、幻冬舎新書）
- 『書きたいのに書けない人のための文章教室』（2014年、講談社）
- 『デビュー小説論 新時代を創った作家たち』（2016年、講談社）

### 編著
- 『高校生のための文章読本』梅田卓夫, 服部左右一, 松川由博共編　筑摩書房　1986
  - ちくま文庫版 2015
- 『高校生のための批評入門』梅田卓夫, 服部左右一, 松川由博共編　筑摩書房　1987
  - ちくま文庫版 2012
- 『高校生のための小説案内』梅田卓夫, 服部左右一, 松川由博共編　筑摩書房　1988
- 『戦後短篇小説再発見』（全18巻）講談社文芸文庫
- 『松浦理英子』(現代女性作家読本) 鼎書房 2006
- 『笙野頼子』（現代女性作家読本）鼎書房、2006
- 『ちくま小説入門 高校生のための近現代文学ベーシック』紅野謙介共編　筑摩書房　2012
- 『ちくま小説選 高校生のための近現代文学エッセンス』紅野謙介共編　筑摩書房　2013